# شهرستان بافق
شهرستان بافق یکی از شهرستان‌های استان یزد ایران است. مرکز این شهرستان، شهر بافق است.
این شهرستان در تاریخ ۴ مرداد ۱۳۴۸ از شهرستان یزد جدا شد و مستقل گردید.

## موقعیت جغرافیایی
شهرستان بافق از شمال با شهرستان اردکان، از شمال غربی با شهرستان‌های زارچ و یزد، از غرب با شهرستان مهریز، از شرق با شهرستان بهاباد و از جنوب با شهرستان زرند، از جنوب غربی با شهرستان رفسنجان و از جنوب شرقی با شهرستان کوهبنان استان کرمان همسایه است.

## تقسیمات کشوری
شهرستان بافق دارای ۱ بخش، ۳ دهستان و ۱ شهر به شرح زیر است:

### شهرستان بافق
| بخش   | مرکز بخش | جمعیت بخش ۱۳۹۵ | نام دهستان | مرکز دهستان | جمعیت دهستان ۱۳۹۵ | شهر  | جمعیت شهر ۱۳۹۵ |
| ----- | -------- | -------------- | ---------- | ----------- | ----------------- | ---- | -------------- |
| مرکزی | بافق     | ۵۰٬۸۴۵ نفر     | مبارکه     | مبارکه      | ۳٬۶۰۲ نفر         | بافق | ۴۵٬۴۵۳ نفر     |
| مرکزی | بافق     | ۵۰٬۸۴۵ نفر     | سبزدشت     | بساب        | ۱٬۳۸۲ نفر         | بافق | ۴۵٬۴۵۳ نفر     |
| مرکزی | بافق     | ۵۰٬۸۴۵ نفر     | کوشک       | کوشک        | ۴۰۸ نفر           | بافق | ۴۵٬۴۵۳ نفر     |

## جاذبه‌های گردشگری

### جاذبه‌های طبیعی
از جاذبه‌های طبیعی این شهرستان می‌توان به مانند شن‌های روان حسن‌آباد، انواع قنوات زنده و سرو (یا چنار) باجگان و زیستگاه یوز آسیایی اشاره کرد.

### جاذبه‌های تاریخی
از جاذبه‌های تاریخی این شهرستان می‌توان به امامزاده عبدالله، خانه وحشی بافقی، ریگ‌های صادق‌آباد، قاضی میرجعفر، آب‌انبار حوض رحیم، قلعه باقرآباد، سایت شن وشادن، مسجد جامع کبیر، بوستان آبشار، چنار باجگان، بومگردی رضاییه، روستای قطرم یا ماسوله کویر و بومگردی شادکام اشاره کرد.

### جاذبه‌های مذهبی
از جاذبه‌های مذهبی این شهرستان می‌توان به امامزاده عبدالله بن موسی بن جعفر، برادر امام رضا (ع) اشاره کرد که به قرن ۴ هجری بر می‌گردد.

## وضعیت معدنی
شهرستان بافق از لحاظ معدنی بسیار غنی بوده و اولین معدن سنگ آهن ایران یعنی معدن سنگ آهن چغارت که تغذیه‌کنندهٔ شرکت ذوب‌آهن اصفهان در زمان تأسیس آن بوده در ۱۰ کیلومتری این شهر واقع شده‌است.
ذخیرهٔ سنگ آهن بلوک معدنی بافق که از ساغند تا زرند ادامه دارد بالغ بر ۲ میلیارد تن می‌باشد که از آن جمله می‌توان به معادن چغارت با ۱۶۰ میلیون تن ذخیره (۱۰۰ میلیون تن برداشت شده و ۶۰ میلیون تن باقی‌مانده) اشاره کرد.
لازم است ذکر شود که معادن سنگ آهن چغارت، آنومالی شمالی، سه چاهون و لکه سیاه به نام شرکت سنگ آهن مرکزی ایران خوانده می‌شوند و البته معدن چادرملو با خیانت برخی با اعمال تغییر در نقشه‌ها از بخش بهاباد (سابق) شهرستان بافق جدا شده و به اردکان پیوسته‌است.
از دیگر معادن بافق می‌توان به معدن فسفات اسفوردی، سرب و روی کوشک و اورانیوم ناریگان اشاره کرد.
در حال حاضر شرکت ملی فولاد ایران طرح فولاد بافق (کارخانه احیای مستقیم و کارخانه فولاد سازی) را با ظرفیت تولید یک میلیون تن شمش فولادی (بیلت و بلوم) با سرمایه ۳۲۵ میلیارد تومانی در دست اجرا دارد.

## راه‌آهن
از نظر حمل و نقل ریلی نیز این شهرستان وضعیت استراتژیکی دارد و چهارراه ریلی اصلی کشور است که از آن جمله می‌توان به راه‌آهن بافق - تهران، بافق - مشهد، بافق - اصفهان، بافق - بندر عباس و بافق - کرمان اشاره کرد.

## جمعیت
بر پایه سرشماری عمومی نفوس و مسکن سال ۱۳۹۵، جمعیت شهرستان بافق برابر با ۵۰٬۸۴۵ نفر بوده‌است